# Дебют Понціані
Дебют Понціані (або Англійська партія)  — шаховий дебют, який починається ходами: 
1. e2-e4 e7-e5 
2. Kg1-f3 Kb8-c6 
3. c2-c3 
Належить до відкритих початків.
Цей початок вперше був згаданий у Ґеттінґенському рукописі, що був  написаний близько 1490 року. Дебют отримав на честь Доменіко Лоренцо Понціані, який проаналізував його в кінці XVIII століття.

## Характеристика
Білі прагнуть створити сильний центр з пішаків d4 та е4, однак недоліком є те що пішак с3 заважає ввести в гру коня b1, гальмуючи розвиток фігур. Тому в теперішній турнірній практиці дебют Понціані рідко застосовується на найвищому рівні.

## Основні варіанти
- 3…Kf6 (варіант Яніша)
- 3…d5
  - 4. Фа4 f6 (варіант Стейніца)
- 3…d6
- 3…f5